# 亞希利尼察
48°56′29″N 25°44′59″E / 48.94139°N 25.74972°E
亞希利尼察（羅馬化：Yahilnytsia）是位於烏克蘭西部特諾皮爾州喬爾特基夫區的村莊，始建於1448年，面積37平方公里，2014年人口1,200，人口密度每平方公里355.2人。